# Donna Shalala
Donna Esther Shalala (ur. 14 lutego 1941 w Cleveland, Ohio) – amerykańska polityczka, była sekretarz zdrowia i opieki społecznej USA, mianowana w 1993 roku przez Billa Clintona. Swój urząd sprawowała do 2001 roku.
Pochodzi z rodziny libańskich imigrantów, Maronitów.